# Thea Koch-Giebel
Thea Koch-Giebel (* 26. August 1929 in Wesermünde; † 4. Februar 2018) war eine deutsche Malerin.

## Leben
Thea Koch-Giebel belegte von 1947 bis 1949 ein Studium an der Staatlichen Kunstschule Bremen. Dann erfolgte ein Wechsel an die Hochschule der Bildenden Künste (HfBK) Hamburg. In den Jahren zwischen 1953 und 1959 lagen ihre Heirat, ein Umzug nach Bremerhaven und die Geburt von drei Kindern. 1960 trat sie in den Bund Bildender Künstlerinnen und Künstler, Landesgruppe Oldenburg, ein. Bis 1969 beschäftigte sie sich mit gegenstandsloser Bildkomposition. 1963 schuf sie ein Altarglasfenster für die Thomaskirche in Oldenburg/Ofenerdiek. 1970 begann ihre bildnerische Auseinandersetzung mit der menschlichen Figur und ihre Lehrtätigkeit als Kunsterzieherin (Vertragslehrerin). 1974–1983 arbeitete sie am Neuen Gymnasium Oldenburg. 1983 schuf sie in einem Atelier in Osternburg (Oldenburg) Materialbilder. 1985 wurde sie freischaffend als Malerin. Über das Figurenbild entstanden bei Koch-Giebel Bezüge zu existenziellen Fragen des Menschen, zu seinem Körper und der ihn umgebenden Natur. 1987 hatte sie ein Atelier in Achternmeer, Oldenburg. Es folgte der Beginn neuer Beschäftigung mit Landschaften. 1993 hatte sie einen Arbeitsaufenthalt im Wilke-Atelier in Bremerhaven. Im Jahre 1996 unternahm sie Studienreisen nach Chile, zur Osterinsel und nach Malta. 1998 erstellte sie mit dem Filmemacher Fabian Becker im Auftrag des Kulturamtes der Stadt Oldenburg den Film: „Die Haut zu Markte tragen“.

## Werke in öffentlichen Sammlungen
- Morgenstern-Museum Bremerhaven
- Kultusministerium Niedersachsen Hannover
- Niedersächsischer Landtag Hannover
- Kultusministerium Schleswig-Holstein
- Landesmuseum Oldenburg
- Stadtmuseum Oldenburg
- Kunstverein Oldenburg

## Ausstellungen (Auswahl)
- 1954 Kunstverein Bremerhaven
- 1979 Stadtmuseum Oldenburg
- 1987 Städt. Galerie „Haus Coburg“, Delmenhorst
- 1990 Stadtmuseum Oldenburg
- 1993 Ausstellung, ”German Contemporaries”, Sanoma State University Art-Gallery, California/USA
- 1997 Kunstraum, Speicherstadt Hamburg
- 2006 Retrospektive über das Gesamtwerk 1944–2005 im Stadtmuseum/Städt. Kunstsammlungen Oldenburg.

## Auszeichnungen
- 1990 Preis für Malerei, Stadt Oldenburg
- 1990–1991 Stipendium des Landes Schleswig-Holstein u. der Stadt Lauenburg im Künstlerhaus Lauenburg-Elbe